# جبل ريسنجاك
جبل ريسنجاك (بالكرواتية: Risnjak)، جبل يقع في حديقة ريسنجاك الوطنية، في منطقة غورسكي كوتار بكرواتيا. وينتمي إلى سلسلة جبال الألب الدينارية.